# Balázs Kiss (Leichtathlet)
Balázs Kiss [ˈbɒlaːʒ ˈkiʃ] (* 21. März 1972 in Veszprém) ist ein ehemaliger ungarischer Hammerwerfer. Er wurde 1996 Olympiasieger und 1998 Vizeeuropameister und siegte zudem zwei Mal bei der Sommer-Universiade.

## Sportliche Laufbahn
Erste internationale Erfahrungen sammelte Balázs Kiss im Jahr 1991 bei den Junioreneuropameisterschaften in Thessaloniki, bei denen er mit einer Weite von 68,40 m die Bronzemedaille gewann. Zwei Jahre später nahm er erstmals an der Sommer-Universiade in Buffalo teil und gewann dort mit einem Wurf auf 76,88 m die Silbermedaille hinter dem Ukrainer Wadim Kolesnik. 1994 nahm er erstmals an den Europameisterschaften in Helsinki teil und erreichte dort das Finale, in dem er mit 73,08 m den zwölften Platz belegte. Im Jahr darauf wurde er bei den Weltmeisterschaften in Göteborg mit 79,02 m Vierter und siegte anschließend bei den Studentenweltspielen in Fukuoka mit einer Weite von 79,74 m. 1996 qualifizierte er sich für seine einzige Teilnahme an den Olympischen Spielen in Atlanta, bei denen er den Hammer im Finale auf 81,4 m schleuderte und damit die Goldmedaille gewann, womit er nach Imre Németh, József Csermák und Gyula Zsivótzky bereits der vierte ungarische Olympiasieger in dieser Disziplin wurde. Anschließend erreichte er beim IAAF Grand Prix Final in Mailand mit 78,34 m Rang vier.
Bei den Weltmeisterschaften 1997 in Athen erreichte er mit einer Weite von 79,96 m erneut den vierten Platz und verteidigte anschließend bei der Sommer-Universiade in Catania mit einem Wurf auf 79,42 m erfolgreich seinen Titel. Im Jahr darauf gewann er bei den Heimeuropameisterschaften in Budapest mit 81,26 m die Silbermedaille hinter seinem Landsmann und Dauerrivalen Tibor Gécsek, ehe er beim IAAF Grand Prix Final in Moskau mit 79,71 m auf den zweiten Platz hinter Gécsek wurde. 1999 schied er bei den Weltmeisterschaften in Sevilla mit 74,61 m in der Qualifikation aus und zwei Jahre später belegte er bei den Weltmeisterschaften 2001 in Edmonton mit 79,75 m Rang sechs, ehe er bei den Goodwill Games in Brisbane mit einer Weite von 79,51 m die Bronzemedaille hinter dem Japaner Kōji Murofushi und Szymon Ziółkowski aus Polen gewann. 2002 wurde er bei den Europameisterschaften in München mit 80,17 m Vierter, ehe er beim IAAF Grand Prix Final in Paris mit einem Wurf auf 79,74 m auf Rang drei hinter dem Japaner Murofushi und seinem Landsmann Adrián Annus. Am 10. Mai 2003 bestritt er in Osaka seinen letzten Wettkampf, bei dem er mit 77,46 m auf dem vierten Platz landete und beendete anschließend nach 14 Jahren seine aktive sportliche Karriere.
In den Jahren 1998 und 2000 wurde Kiss ungarischer Meister im Hammerwurf. Er absolvierte ein Studium an der University of Southern California in Los Angeles und wurde 1995 und 1996 NCAA-Collegemeister, womit er der erste Leichtathlet war, dem eine Titelverteidigung in zwei aufeinanderfolgenden Jahren gelang. Zudem ist Kiss Mitglied im Magyar Olimpiai Bizottság, dem Nationalen Olympischen Komitee und seit 2011 Vorstandsmitglied im ungarischen Hochschulsportverband.

## Auszeichnungen
- Leichtathlet des Jahres: 1995, 1996, 1997
- Ungarischer Verdienstorden: 1996 Offizierskreuz